# Bataille d'Ishibashiyama
Guerre de Gempei
Batailles
- Uji (1re)
- Nara
- Ishibashiyama
- Fujigawa
- Sunomata
- Yahagigawa
- Hiuchi
- Kurikara
- Shinohara
- Mizushima (navale)
- Fukuryūji
- Muroyama
- Hōjūjidono
- Uji (2e)
- Awazu
- Ichi-no-Tani
- Kojima
- Yashima (navale)
- Dan-no-ura (navale)

La bataille d'Ishibashiyama (石橋山の戦い, Ishibashiyama no tatakai), le 14 septembre 1180, est la première bataille de la guerre de Gempei à laquelle prit part Minamoto no Yoritomo.

## Déroulement
Malgré la mort en juin de Minamoto no Yorimasa et du prince Mochihito à la première bataille d'Uji, l'appel à la révolte de ce dernier ne reste pas oublié du clan Minamoto, et Yoritomo, qui en est l’héritier légitime malgré les intrigues de son oncle Yukiie, et de son cousin Yoshinaka, décide de prendre les armes, aidé par son beau-père Hōjō Tokimasa.
À la suite de la Rébellion de Heiji, Yoritomo avait été exilé à Izu par les Taira. Quand Kiyomori apprend qu'Yoritomo a rassemblé une armée et se dirige vers la passe de Hakone, il envoie Ōba Kagechika pour l'arrêter. 
À la faveur d'une attaque surprise durant la nuit, celui-ci remporte la victoire sur les Minamoto, et Yoritomo prend alors la fuite pour Chiba, où il rassemble une nouvelle armée, avant d'aller se retrancher dans Kamakura en octobre.